# Завадський Михайло Ромулович
Завадський Михайло Ромулович (нар. 2 листопада 1848 — пом. 1926) — педагог, громадський діяч, редактор, видавець, один з фундаторів Єлисаветградського земського реального училища, засновник першого в Україні педагогічного часопису «Педагогічний вісник» (1881—1883).

## Біографічні відомості
У 1870 році закінчив у Новоросійському (Одеському) університеті історико-філологічний факультет. У 1871 р. повертається до Єлисаветграда. Був викладачем, потім директором земського реального училища. Одночасно видавав і редагував «Педагогічний вісник», що мав незалежний просвітницький характер. З підпорядкуванням училища Міністерству народної освіти залишився без роботи й припинив видання журналу. У 1890-их роках був спрямований на педагогічну службу на Кавказ. Проявивши організаторські здібності, був висунутий на посаду попечителя Кавказького навчального округу (1901—1906). Автор першої мінгрельської граматики.